# Velódromo Nacional de Guatemala
El Velódromo Nacional de Guatemala o bien el Velódromo de la Zona 13 es el nombre que recibe una instalación deportiva multipropósito localizada a un lado del Domo Polideportivo de la llamada Zona 13 de la Confederación Deportiva Autónoma de Guatemala (CDAG) en la Ciudad de Guatemala, la capital del país centroamericano de Guatemala.
Es usado habitualmente para prácticas y competencias de Ciclismo. Se localiza cerca del área de proyectos del Instituto Nacional de Bosques y de varios museos guatemaltecos y un Mercado de Artesanías.